# Marcin Malinowski
Marcin Malinowski (Wodzisław Śląski, Polonia, 6 de noviembre de 1975) es un exfutbolista polaco que jugaba en la posición de centrocampista, pasando gran parte de su trayectoria futbolística en el Odra Wodzisław Śląski y en el Ruch Chorzów de la Ekstraklasa.

## Carrera
Fruto de la cantera del ROW Rybnik, Malinowski prosiguió su formación futbolística en el Gwarek Zabrze, entidad futbolística reconocida a nivel nacional por la formación de jóvenes promesas como Paweł Olkowski, Szymon Żurkowski o Łukasz Piszczek. Abandonaría el Gwarek en 1994 para fichar por el Polonia Bytom, equipo que por aquel entonces se encontraba en las categorías inferiores del fútbol polaco. Tras dos años en Bytom, Malinowski se trasladaría a su ciudad natal para jugar en el Odra Wodzisław Śląski, equipo recién ascendido a la primera división de Polonia en la temporada 1995/96. Durante cinco años fue titular habitual en el Odra, llegando a disputar la Copa de la UEFA 1997-98 después de que el club quedase en tercera posición durante la temporada 1996/97.
Malinowski fue fichado en 2002 por el Ruch Chorzów. Dos años después de haber firmado con el Ruch, regresó nuevamente al Odra Wodzisław Śląski, acompañando al club hasta su descenso a la I Liga en la temporada 2009/10. A lo largo de las once temporadas y media transcurridas en el Odra, Marcin Malinowski alcanzaría la cifra récord de 303 partidos disputados en el club silesio. Concluido su contrato con el Odra Wodzisław Śląski, Malinowski volvería a fichar por el Ruch Chorzów en 2010, evitando abandonar la máxima categoría futbolística del país. En Chorzów llegó a acumular más de 120 partidos en la Ekstraklasa antes de retirarse del fútbol profesional en 2015. Posteriormente jugaría en varios equipos regionales, hasta colgar las botas definitivamente en 2019. Ese mismo año iniciaría su carrera como entrenador, dirigiendo el Unia Turza Śląska y posteriormente ejerciendo como técnico asistente en el Zagłębie Sosnowiec y el Sandecja Nowy Sącz.